# Paris (álbum de Malcolm McLaren)
Paris é um álbum duplo do artista britânico Malcolm McLaren, lançado no ano de 1994. Um videoclipe, dirigido por David Bailey, foi produzido para a música Paris Paris.

## Produção
O álbum foi gravado na França ao longo de um ano, em um sótão, com equipamentos comprados na Inglaterra a preços promocionais. Catherine Deneuve concordou em cantar a canção Paris Paris depois de dizer a McLaren que havia reescrito a letra da música. McLane afirmou que todas as suas gravações vocais foram feitas na primeira tentativa. Miles and Miles of Miles Davis é sobre a relação de Miles Davis com Juliette Gréco. Françoise Hardy participou do álbum ao realizar um dueto em Revenge of the Flowers.

## Recepção
No Brasil, a canção Paris Paris, entrou na trilha sonora da novela História de Amor, de autoria de Manoel Carlos exibida na TV Globo, sendo tema do casal Daniel (José de Abreu) e Bianca (Maria Ribeiro).

### Crítica
O jornal canadense Toronto Star escreveu: “Seja um relato de viagem peculiar, uma sofisticação continental falsa ou algo genuíno, o grande vigarista McLaren oferece uma narrativa envolvente e cativante.” O também canadense Calgary Herald considerou o álbum “nada mais do que uma celebração clichê de Paris, com canções repletas de romance meloso, sentimentalismo de cartão postal, ritmos dançantes cafonas e pseudo-jazz”.
Nick Varley para o jornal britânico The Northern Echo [en] ,chamou o projeto do álbum de "pretensioso", mas, que o ouvinte "não poderia ignorá-lo". O jornal paulistano Folha de S. Paulo fez crítica positiva ao disco acrescentando que: "O mote que anima as faixas do disco está expresso em uma frase recorrente: 'Jazz is Paris and Paris is jazz.' Para os apressados, nenhuma relação com o acid jazz." Jamari França para o jornal carioca Jornal do Brasil, chamou o disco de "interessante".

## Faixas

### Disco um
| N.º | Título                                         | Duração |  |
| 1.  | "Mon Dié Sénié"                                | 4:30    |  |
| 2.  | "Walking with Satie"                           | 4:03    |  |
| 3.  | "Père Lachaise"                                | 3:41    |  |
| 4.  | "Miles and Miles of Miles Davis"               | 2:04    |  |
| 5.  | "Jazz Is Paris"                                | 5:15    |  |
| 6.  | "Rue Dauphine"                                 | 3:26    |  |
| 7.  | "Paris Paris" (com Catherine Deneuve)          | 5:24    |  |
| 8.  | "Je t'aime... moi non plus"                    | 4:39    |  |
| 9.  | "Club le Narcisse"                             | 3:20    |  |
| 10. | "La Main Parisienne" (com Amina Annabi)        | 5:02    |  |
| 11. | "Driving into Delirium"                        | 2:33    |  |
| 12. | "Revenge of the Flowers" (com Françoise Hardy) | 4:05    |  |
| 13. | "In the Absence of the Parisienne"             | 4:27    |  |
| 14. | "Anthem"                                       | 3:50    |  |
| 15. | "Who the Hell Is Sonia Rykiel?"                | 6:18    |  |

### Disco dois
| N.º | Título                                     | Duração |  |
| 1.  | "Paris Un"                                 | 4:39    |  |
| 2.  | "Paris Deux"                               | 4:02    |  |
| 3.  | "Paris Trois"                              | 9:42    |  |
| 4.  | "Paris Quatre"                             | 3:35    |  |
| 5.  | "Paris Cinq"                               | 3:37    |  |
| 6.  | "Paris Six"                                | 4:26    |  |
| 7.  | "Paris Sept"                               | 6:18    |  |
| 8.  | "Paris Huit"                               | 4:11    |  |
| 9.  | "Paris Lutece Paname" (Vocais– Atlantique) |         |  |

## Lançamento no Japão
O lançamento japonês foi um disco único com uma lista de faixas diferente, que omitiu Je T'aime... Moi Non Plus e incluía Paris Un (do disco 2 do lançamento padrão). Miles and Miles of Miles Davis foi renomeada para Miles and Miles of Miles. Um dueto com Sonia Rykiel foi renomeado para Je M'Appelle Malcolm McLaren, et Vous? Sonia Rykiel.
| N.º | Título                                                 | Duração |  |
| 1.  | "Mon Dié Sénié"                                        |         |  |
| 2.  | "Walking With Satie"                                   |         |  |
| 3.  | "Père Lachaise"                                        |         |  |
| 4.  | "Miles And Miles Of Miles"                             |         |  |
| 5.  | "Jazz Is Paris"                                        |         |  |
| 6.  | "Rue Dauphine"                                         |         |  |
| 7.  | "Paris Paris"                                          |         |  |
| 8.  | "Club Le Narcisse"                                     |         |  |
| 9.  | "La Main Parisienne"                                   |         |  |
| 10. | "Driving Into Delirium"                                |         |  |
| 11. | "Revenge Of The Flowers"                               |         |  |
| 12. | "In The Absence Of The Parisienne"                     |         |  |
| 13. | "Anthem"                                               |         |  |
| 14. | "Paris Un"                                             |         |  |
| 15. | "Je M'Appelle Malcolm McLaren Et Vous, Sonia Rykiel ?" |         |  |

## Lançamento no Reino Unido
O lançamento no Reino Unido foi um disco único com uma lista de faixas diferente, que omitiu Je T'Aime... Moi Non Plus e o dueto com Sonia Rykiel. Miles and Miles of Miles Davis foi renomeada para Miles and Miles of Miles:
| N.º | Título                             | Duração |  |
| 1.  | "Mon Dié Sénié"                    | 4:30    |  |
| 2.  | "Walking With Satie"               | 4:03    |  |
| 3.  | "Père Lachaise"                    | 3:43    |  |
| 4.  | "Miles And Miles Of Miles"         | 2:04    |  |
| 5.  | "Jazz Is Paris"                    | 5:16    |  |
| 6.  | "Rue Dauphine"                     | 3:25    |  |
| 7.  | "Paris Paris"                      | 5:23    |  |
| 8.  | "Club Le Narcisse"                 | 3:20    |  |
| 9.  | "La Main Parisienne"               | 5:01    |  |
| 10. | "Driving Into Delirium"            | 2:32    |  |
| 11. | "Revenge Of The Flowers"           | 4:04    |  |
| 12. | "In The Absence Of The Parisienne" | 4:26    |  |
| 13. | "Anthem"                           | 3:50    |  |

## Lançamento no Brasil
No Brasil, o disco foi lançado pela RGE Discos:
| N.º | Título                             | Duração |  |
| 1.  | "Mon Dié Sénié"                    | 4:30    |  |
| 2.  | "Walking With Satie"               | 4:03    |  |
| 3.  | "Père Lachaise"                    | 3:44    |  |
| 4.  | "Miles And Miles Of Miles Davis"   | 2:04    |  |
| 5.  | "Jazz Is Paris"                    | 5:17    |  |
| 6.  | "Rue Dauphine"                     | 3:26    |  |
| 7.  | "Paris Paris"                      | 5:24    |  |
| 8.  | "Je T'Aime... Moi Non Plus"        | 4:37    |  |
| 9.  | "Club Le Narcisse"                 | 3:20    |  |
| 10. | "La Main Parisienne"               | 5:01    |  |
| 11. | "Driving Into Delirium"            | 2:33    |  |
| 12. | "Revenge Of The Flowers"           | 4:05    |  |
| 13. | "In The Absence Of The Parisienne" | 4:27    |  |
| 14. | "Anthem"                           | 3:52    |  |
| 15. | "Who The Hell Is Sonia Rykiel?"    | 6:19    |  |

## Músicos
Participaram do álbum os seguintes músicos:
- Maggie Bond: Coro
- Tracy Ackerman [en]: Coro, Vocais de apoio
- Jean-Marc Benais: Guitarra
- Didier Makaga: Percussão, Baixo, Piano
- Chris Mathias: Percussão, Teclados
- Jacques Bolognesi [fr]: Trombone
- Mami Azeiz: Vocais (Introdução)
- John Themis [en]: Guitarra
- Guy Barker [en]: Trompete
- Marco Papazian: Guitarra
- Robin Millar [en]: Guitarra, Teclados
- Christian Martinez: Trompete
- Loulou de la Falaise [en]: Vocais (Adicionais)[18]
- Mark Smith: Baixo
- Jeremy Stacey [en]: Bateria
- Catherine Deneuve: Vocais
- Joëlle Esso: Vocais
- Nicole Amovin: Vocais
- Alexandra Julhiel: Vocais
- Capucine Fremontier: Vocais
- Clementine Fremontier: Vocais
- Dominique Sassi: Vocais
- Sonia Rykiel: Vocais[19]
- Karine Ohara: Vocais
- Kessa Fory-Stevens: Vocais
- Youli Nakamura: Vocais
- Wasis Diop [en]: Vocais de apoio, Vocais
- Pete Spong: Trompete
- Steve Sidwell: Trompete
- Amina: Vocais
- Juliet Roberts [en]: Vocais de apoio
- Leigh Gorman [en]: Teclados
- Marcus Bush: Programação
- Françoise Hardy: Vocais
- Babik Reinhardt: Guitarra
- Andy Whitmore [en]: Piano
- Fumilayo Weber-Johnson: Vocais (Adicionais)

## Certificados
| Região         | Certificação | Certificação de vendas únicas | Ref.   |
| -------------- | ------------ | ----------------------------- | ------ |
| Polónia (ZPAV) | Ouro         | 50,000                        | [ 20 ] |